# Morum cancellatum
Morum cancellatum is een slakkensoort uit de familie van de Harpidae. De wetenschappelijke naam van de soort is voor het eerst geldig gepubliceerd in 1825 door G.B. Sowerby I.